# Collegio elettorale di Lecce (Camera dei deputati)
Il collegio di Lecce fu un collegio elettorale uninominale della Repubblica Italiana per l'elezione della Camera dei deputati. Apparteneva alla circoscrizione Puglia e fu utilizzato per eleggere un deputato nella XII, XIII e XIV legislatura.
Venne istituito nel 1993 con la cosiddetta Legge Mattarella (Legge n. 277, Nuove norme per l'elezione della Camera dei deputati), attuata in seguito al referendum abrogativo del 1993. La legge istituì per la Camera dei deputati e per il Senato della Repubblica un sistema di elezione misto, in parte maggioritario e in parte proporzionale. Il 75% dei parlamentari dell'assemblea veniva eletto in collegi uninominali tramite sistema maggioritario a turno unico; il restante 25% alla Camera veniva eletto tramite sistema proporzionale con liste bloccate.
Il collegio venne abolito insieme a tutti gli altri che costituivano la Camera con la promulgazione della legge elettorale successiva, la cosiddetta Legge Calderoli. Questa prevedeva un sistema proporzionale con premio di maggioranza, che alla Camera veniva attribuito a livello nazionale.

## Territorio
Il collegio di Lecce era uno dei 34 collegi uninominali in cui era suddivisa la Puglia e, come previsto dal D.Lgs. del 20 dicembre 1993 n. 536, era interamente compreso nella provincia di Lecce e comprendeva i seguenti comuni: Lecce, San Cesario di Lecce e Surbo.

## Eletti
| Elezione | Elezione                 | Deputato             | Partito                    |
| -------- | ------------------------ | -------------------- | -------------------------- |
|          | 1994                     | Adriana Poli Bortone | Polo del Buon Governo (AN) |
| 1996     | Polo per le Libertà (AN) | Adriana Poli Bortone |                            |
|          | 1999 (S)                 | Cosimo Casilli       | L'Ulivo (PPI)              |
|          | 2001                     | Ugo Lisi             | Casa delle Libertà (AN)    |

## Dati elettorali

### XII legislatura

#### Risultati proporzionale
| Coalizioni        | Coalizioni                | Liste                                 | Liste                              | Voti   | %     |
| ----------------- | ------------------------- | ------------------------------------- | ---------------------------------- | ------ | ----- |
|                   | Polo del Buon Governo     |                                       | Alleanza Nazionale                 | 28.055 | 40,15 |
|                   | Progressisti              |                                       | Partito Democratico della Sinistra | 12.225 | 17,50 |
|                   | Progressisti              | Federazione dei Verdi                 | 3.157                              | 4,52   |       |
|                   | Progressisti              | Rifondazione Comunista                | 2.850                              | 4,08   |       |
|                   | Progressisti              | Movimento per la Democrazia - La Rete | 922                                | 1,32   |       |
|                   | Progressisti              | Alleanza Democratica                  | 898                                | 1,29   |       |
|                   | Progressisti              | Partito Socialista Italiano           | 702                                | 1,00   |       |
| Totale coalizione | Totale coalizione         | 20.754                                | 29,71                              |        |       |
|                   | Patto per l'Italia        |                                       | Partito Popolare Italiano          | 5.980  | 8,56  |
|                   | Patto per l'Italia        | Patto Segni                           | 4.829                              | 6,91   |       |
| Totale coalizione | Totale coalizione         | 10.809                                | 15,47                              |        |       |
|                   | Lista Pannella            | Lista Pannella                        | Lista Pannella                     | 4.560  | 6,53  |
|                   | Programma Italia          | Programma Italia                      | Programma Italia                   | 2.793  | 4,00  |
|                   | Socialdemocrazia          | Socialdemocrazia                      | Socialdemocrazia                   | 1.062  | 1,52  |
|                   | Rinascita Salentina       | Rinascita Salentina                   | Rinascita Salentina                | 636    | 0,91  |
|                   | Lega d'Azione Meridionale | Lega d'Azione Meridionale             | Lega d'Azione Meridionale          | 523    | 0,75  |
|                   | Alleanza Popolare         | Alleanza Popolare                     | Alleanza Popolare                  | 188    | 0,27  |
|                   | Solidarietà e Progresso   | Solidarietà e Progresso               | Solidarietà e Progresso            | 156    | 0,22  |
|                   | Democrazia e Solidarietà  | Democrazia e Solidarietà              | Democrazia e Solidarietà           | 118    | 0,17  |
|                   | Unione Popolare           | Unione Popolare                       | Unione Popolare                    | 76     | 0,11  |
|                   | Alleanza di Programma     | Alleanza di Programma                 | Alleanza di Programma              | 72     | 0,10  |
|                   | Utopia                    | Utopia                                | Utopia                             | 71     | 0,10  |
| Totale            | Totale                    | Totale                                | Totale                             | 69.873 |       |

#### Risultati uninominale
|                               | Adriana Poli Bortone ✔️ Eletto | Polo del Buon Governo (FI - AN - CCD - UDC - PLD) | 35 131 | 48,32 |  |  |  |  |  |
|                               | Ennio Cillo                    | Progressisti                                      | 23 523 | 32,35 |  |  |  |  |  |
|                               | Ottorino Fiore                 | Patto per l'Italia                                | 9 952  | 13,69 |  |  |  |  |  |
|                               | Giuseppe Talò                  | Lista Marco Pannella - Riformatori                | 1 918  | 2,64  |  |  |  |  |  |
|                               | Adalberto Wojtek Pankiewicz    | Rinascita Salentina                               | 1 571  | 2,16  |  |  |  |  |  |
|                               | Carlo Briganti                 | Lega d'Azione Meridionale                         | 612    | 0,84  |  |  |  |  |  |
| Totale                        | Totale                         | Totale                                            | 72 707 | 100   |  |  |  |  |  |
|                               |                                |                                                   |        |       |  |  |  |  |  |
| Fonte: Ministero dell'interno |                                |                                                   |        |       |  |  |  |  |  |

### XIII legislatura

#### Risultati proporzionale
| Coalizioni        | Coalizioni                         | Liste                                     | Liste                              | Voti   | %     |
| ----------------- | ---------------------------------- | ----------------------------------------- | ---------------------------------- | ------ | ----- |
|                   | Polo per le Libertà                |                                           | Alleanza Nazionale                 | 19.388 | 27,18 |
|                   | Polo per le Libertà                | Forza Italia                              | 16.257                             | 22,79  |       |
|                   | Polo per le Libertà                | CCD-CDU                                   | 4.679                              | 6,56   |       |
| Totale coalizione | Totale coalizione                  | 40.324                                    | 56,53                              |        |       |
|                   | L'Ulivo                            |                                           | Partito Democratico della Sinistra | 15.177 | 21,27 |
|                   | L'Ulivo                            | Rinnovamento Italiano                     | 3.132                              | 4,39   |       |
|                   | L'Ulivo                            | Popolari per Prodi (PPI-SVP-PRI-UD-Prodi) | 2.746                              | 3,85   |       |
|                   | L'Ulivo                            | Federazione dei Verdi                     | 1.472                              | 2,06   |       |
| Totale coalizione | Totale coalizione                  | 22.527                                    | 31,57                              |        |       |
|                   | Progressisti                       |                                           | Rifondazione Comunista             | 3.785  | 5,31  |
|                   | Lista Pannella - Sgarbi            | Lista Pannella - Sgarbi                   | Lista Pannella - Sgarbi            | 1.602  | 2,25  |
|                   | Movimento Sociale Fiamma Tricolore | Movimento Sociale Fiamma Tricolore        | Movimento Sociale Fiamma Tricolore | 1.066  | 1,49  |
|                   | Mani Pulite                        | Mani Pulite                               | Mani Pulite                        | 579    | 0,81  |
|                   | Gruppo Indipendente Libertà        | Gruppo Indipendente Libertà               | Gruppo Indipendente Libertà        | 470    | 0,66  |
|                   | Lega d'Azione Meridionale          | Lega d'Azione Meridionale                 | Lega d'Azione Meridionale          | 391    | 0,55  |
|                   | Partito Socialista                 | Partito Socialista                        | Partito Socialista                 | 366    | 0,51  |
|                   | Ambientalisti                      | Ambientalisti                             | Ambientalisti                      | 232    | 0,33  |
| Totale            | Totale                             | Totale                                    | Totale                             | 71.342 |       |

#### Risultati uninominale
|                               | Adriana Poli Bortone ✔️ Eletto | Polo per le Libertà       | 38 857 | 53,55 |  |  |  |  |  |
|                               | Giovanni Invitto               | L'Ulivo                   | 30 253 | 41,70 |  |  |  |  |  |
|                               | Giuseppe Verri                 | Fiamma Tricolore          | 1 744  | 2,40  |  |  |  |  |  |
|                               | Addolorata Liuzzi              | Mani Pulite               | 1 279  | 1,76  |  |  |  |  |  |
|                               | Anna Ungaro                    | Lega d'Azione Meridionale | 424    | 0,58  |  |  |  |  |  |
| Totale                        | Totale                         | Totale                    | 72 557 | 100   |  |  |  |  |  |
|                               |                                |                           |        |       |  |  |  |  |  |
| Fonte: Ministero dell'interno |                                |                           |        |       |  |  |  |  |  |

### XIII legislatura: elezioni suppletive
|                      | Cosimo Casilli ✔️ Eletto | L'Ulivo             | 24 054 | 54,81 |  |  |  |  |
|                      | Luigi Siciliano          | Polo per le Libertà | 19 832 | 45,19 |  |  |  |  |
| Totale               | Totale                   | Totale              | 43 886 | 100   |  |  |  |  |
|                      |                          |                     |        |       |  |  |  |  |
| Voti non validi      | Voti non validi          | Voti non validi     | 3 635  | 7,65  |  |  |  |  |
| Votanti              | Votanti                  | Votanti             | 47 521 | 50,49 |  |  |  |  |
| Elettori             | Elettori                 | Elettori            | 94 115 |       |  |  |  |  |
| Data: 27 giugno 1999 |                          |                     |        |       |  |  |  |  |

### XIV legislatura

#### Risultati proporzionale
| Coalizioni        | Coalizioni                | Liste                     | Liste                                 | Voti   | %     |
| ----------------- | ------------------------- | ------------------------- | ------------------------------------- | ------ | ----- |
|                   | Casa delle Libertà        |                           | Forza Italia                          | 17.893 | 25,31 |
|                   | Casa delle Libertà        | Alleanza Nazionale        | 16.178                                | 22,88  |       |
|                   | Casa delle Libertà        | CCD-CDU                   | 1.834                                 | 2,59   |       |
|                   | Casa delle Libertà        | Nuovo PSI                 | 461                                   | 0,65   |       |
| Totale coalizione | Totale coalizione         | 36.366                    | 51,43                                 |        |       |
|                   | L'Ulivo                   |                           | La Margherita (Dem - PPI - RI- UDEUR) | 11.698 | 16,55 |
|                   | L'Ulivo                   | Democratici di Sinistra   | 8.396                                 | 11,88  |       |
|                   | L'Ulivo                   | Il Girasole (FdV - SDI)   | 1.822                                 | 2,58   |       |
|                   | L'Ulivo                   | Comunisti Italiani        | 748                                   | 1,06   |       |
| Totale coalizione | Totale coalizione         | 22.664                    | 32,07                                 |        |       |
|                   | Lista Di Pietro           | Lista Di Pietro           | Lista Di Pietro                       | 3.698  | 5,23  |
|                   | Rifondazione Comunista    | Rifondazione Comunista    | Rifondazione Comunista                | 2.491  | 3,52  |
|                   | Lista Pannella - Bonino   | Lista Pannella - Bonino   | Lista Pannella - Bonino               | 1.909  | 2,70  |
|                   | Democrazia Europea        | Democrazia Europea        | Democrazia Europea                    | 1.656  | 2,34  |
|                   | Fiamma Tricolore          | Fiamma Tricolore          | Fiamma Tricolore                      | 1.194  | 1,69  |
|                   | Abolizione scorporo       | Abolizione scorporo       | Abolizione scorporo                   | 383    | 0,54  |
|                   | Lega d'Azione Meridionale | Lega d'Azione Meridionale | Lega d'Azione Meridionale             | 178    | 0,25  |
|                   | Paese Nuovo               | Paese Nuovo               | Paese Nuovo                           | 155    | 0,22  |
| Totale            | Totale                    | Totale                    | Totale                                | 70.694 |       |

#### Risultati uninominale
|                               | Ugo Lisi ✔️ Eletto   | Casa delle Libertà | 35 926 | 49,50 |  |  |  |  |  |
|                               | Cosimo Casilli       | L'Ulivo            | 29 652 | 40,86 |  |  |  |  |  |
|                               | Antonio Carlà        | Democrazia Europea | 2 721  | 3,75  |  |  |  |  |  |
|                               | Maria Mastrogiuseppe | Lista Di Pietro    | 1 797  | 2,48  |  |  |  |  |  |
|                               | Sergio D'Elia        | Lista Emma Bonino  | 1 282  | 1,77  |  |  |  |  |  |
|                               | Marco Palmieri       | Fiamma Tricolore   | 1 198  | 1,65  |  |  |  |  |  |
| Totale                        | Totale               | Totale             | 72 576 | 100   |  |  |  |  |  |
|                               |                      |                    |        |       |  |  |  |  |  |
| Fonte: Ministero dell'interno |                      |                    |        |       |  |  |  |  |  |